# Марко Царинник
Царинник Марко (нім. Marco Carynnyk; 1944, Берлін) — український і американський поет, перекладач, професор-дослідник Голодомору й Голокосту. Співробітник журналів «Смолоскип», «Україна і Світ», «Сучасність», річників «Поезії» Нью-Йорської групи. Автор розвідки англійською мовою «Поет і кінорежисер» (про О. Довженка, 1973), переклади на англійську, в тому ч. «Більмо» М. Осадчого (1976), «У карнавалі історії» Л. Плюща (1979), «Тіні забутих предків» М. Коцюбинського (1981) та ін. Член Об'єднання українських письменників «Слово».

## Біографія
Марко Царинник народився у 1944 році в Берліні. Після війни перебував із батьками в переселенчому таборі «Ді-Пі» (англ. displaced persons, акронім: DP — у трансліті: «ді-пі») в Авгсбурзі. У Філядельфії (США), куди переїхав із батьками, він закінчив середню освіту й вищу школу. Студіював англійську літературу в Пенсильванському університеті. Під кінець шістдесятих років переїхав в Торонто (Канада), де живе й працює перекладачем і публіцистом.
Марко Царинник — єдиний серед членів Нью-Йоркської групи, який не видав жодної поетичної книжки (хоча в його архівах досі зберігаються чернетки збірки «Падіння світла»). Висловлював свою поетичну самобутність винятково в літературній періодичній пресі й по збірниках на Заході. Зате, крім літературознавчих і фільмознавчих статей, він переклав чимало українських мистецьких творів на англійську мову й декілька з них видав окремими книгами. Співпрацював із журналами «Смолоскип», «Україна і Світ», «Сучасність», річником «Поезії» Нью-Йоркської групи. Автор розвідки англійською мовою «Поет і кінорежисер» (про О. Довженка, 1973). Член Національної спілки письменників України.
Марко Царинник як поет дебютував на сторінках «Сучасності» (Мюнхен) у 1963-му році. Згодом густо друкувався в українській періодиці Заходу — до 1985-го року. Відтак поетично замовк.

## Творчість

### Поезії
Автор друкував свої вірші винятково по збірниках і в періодичній літературній пресі. Це: «Сучасність» (Мюнхен, 1963, 1973, 1974 і 1985), «Нові поезії» («Видавництво Нью-Йоркської Групи», Нью-Йорк, 1965, 1967 і 1970–1971). Антологія сучасної української поезії на Заході «Координати» (Видавництво «Сучасність», Мюнхен, 1969, упорядники — Богдан Бойчук і Богдан Рубчак).
В антологіях:
- Поети Нью-Йоркської групи. Антологія. Упорядники Олександр Астаф'єв, Анатолій Дністровий. Київ, 2003. 285 стор. ISBN 9789666798698
- Півстоліття напівтиші: Антологія поезії Нью-Йоркської групи. Упор. Марія Ревакович. Київ: Факт, 2005. 372 стор. ISBN 9789663590097
- Нью-Йоркська група: Антологія поезії, прози та есеїстики. Упор. Марія Ревакович, Василь Ґабор. Львів: Піраміда. 2012. 397 стор. ISBN 9789664412633

### Переклади
- «The Poet As Filmmaker — selected writings» (Поет як фільмотворець — вибране), Олександр Довженко, Cambridge-London, 1973.
- «Cataract» (Більмо), Михайло Осадчий, New York-London, 1976.
- «History's Carnival» (У карнавалі історії), Леонід Плющ, New York-London, 1977, 1979.
- «Shadows of Forgotten Ancestors» (Тіні забутих предків), Михайло Коцюбинський, Littleton, 1981.
- «The Madonna of Chornobyl» (Чорбильська мадонна), Іван Драч, двомовне видання, Toronto, 1988.
- «Crowning the Scarecrow» (Коронування опудала), Ігор Калинець, двомовне видання, Toronto, 1990.
- «A Kingdom of Fallen Statues», Оксана Забужко, перекладна збірка поезій та есеїв, Toronto, 1996.
- «Two Lands, New Visions: Stories from Canada and Ukraine», антологія малої прози українських письменників, співперекладач із Мартою Горбань, Toronto, 1999.

### Статті на тему Голодомору
- Carynnyk M. «The famine the „Times“ couldn't find». Commentary, November 1983.
- Carynnyk M. «Making the news fit to print: Walter Duranty, the New York Times and the Ukrainian famine of 1933», Famine in Ukraine 1932—1933, edited by Roman Serbyn and Bohdan Kravchenko, Canadian Institute of Ukrainian Studies, University of Alberta, Edmon-ton, 1986, pp 67-96.
- Carynnyk M. et al. The Foreign Office and the famine; British documents on Ukraine and the great famine of 1932—1933, The Limestone Press, Kingston-Ontario-New York, 1988.
- Carynnyk M. «Blind eye to murder: Britain, the United States and the Ukrainian famine of 1933», Famine in Ukraine 1932—1933, edited by Roman Serbyn and Bohdan Kravchenko, Canadian Institute of Ukrainian Studies, University of Alberta, Edmonton, 1986, pp. 109—138.

### Статті на тему Голокосту
- Царинник М. Золочів мовчить // Критика. 2005. № 10.